# Termitotrox turkanicus
Termitotrox turkanicus (лат.) — вид термитофильных пластинчатоусых жуков из подсемейства Termitotroginae. Ареал: Африка (Кения, Turkana District: Lokori, Kerio River). Обнаружены в грибных садах в термитниках Odontotermes latericius (Haviland, 1898) из семейства Termitidae (Isoptera).

## Описание
Коричневые мелкие безглазые и бескрылые жуки. Длина тела 2,5 мм (один из крупнейших видов своего рода). Максимальная длина головы 0,80 мм; медиальная спинная длина пронотума 0,85 мм, максимальная ширина 0,95 мм. Длина надкрылий 1,15 мм, максимальная ширина 0,95 мм. От близких видов отличается двумя внешними зубчиками на передних голенях, одним верхне-внутренним зубчиком, соединёнными у основания 1 и 2 бороздками надкрылий. Усики 9-члениковые. 3-члениковая булава усиков желтовато-коричневая. Переднеспинка красновато-коричневая и уже чем надкрылья; несёт почти симметричный рисунок из примерно 9 продольных валиков (рёбер): срединный, парамедианный (paramedian), боковой, сублатеральный и маргинальный. Пронотум с выемкой посередине и плоским роговидным выступом (в задней части), направленным назад. Бёдра и тазики расширенные, лапки короткие. Надкрылья выпуклые, бороздчатые. Лапки 5-члениковые с простыми парными коготами. Брюшко с 5 стернитами.
Вид Termitotrox turkanicus был впервые описан в 2008 году по материалам из Африки в ходе родовой ревизии голландским энтомологом Яном Криккеном (Jan Krikken; National Museum of Natural History Naturalis, Лейден, Нидерланды). Видовое название дано по имени местности Turkana (и одноимённого народа Туркана) на северо-западе Кении, где была собрана типовая серия.